# Bilquis Evely
Bilquis Evely (Barueri, 20 de julho de 1990) é uma quadrinista brasileira.

## Biografia
Bilquis Evely nasceu em 1990 na cidade de Barueri, na Grande São Paulo. Começou nos quadrinhos em 2009, desenhando Luluzinha Teen e sua Turma, uma versão adolescente brasileira de Luluzinha em estilo mangá. Em 2012 estreou no mercado americano, desenhando Doc Savage e Shaft para a Dynamite Entertainment.
Em 2015, foi convidada pela DC Comics para desenhar a Supergirl na revista Bombshells. Outros títulos para os quais ela trabalhou foram Sugar and Spike, Mulher-Maravilha (2016) e The Dreaming (2018-2020; com Si Spurrier).
Em 2021, Evely, juntamente com Tom King (roteirista) e Mat Lopes (colorista), trabalhou na minissérie Supergirl: Woman of Tomorrow. A série foi indicada ao Prêmio Eisner de 2022, na categoria série limitada e está sendo uma das inspirações para o próximo filme da heroína com estreia prevista para 2026.
Em 2024, ela desenhou sua primeira série autoral, Helen of Wyndhorn (escrita por King), para a Dark Horse Comics. Por esse título, ela ganhou o Prêmio Eisner de 2025 de Melhor Desenhista/Arte-Finalista.

## Prêmios
- 2020 - Rudolph Dirks Award ( Alemanha)de Melhor Artista de Quadrinhos - América do Sul e Central, por Sandman Universe: The Dreaming.[8]
- 2022 - Troféu HQ Mix - Destaque Internacional.[9]
- 2025 - Prêmio Eisner de Melhor Desenhista/Arte-finalista, por Helen of Wyndhorn.[7]